# Hærens Materielkommando
Hærens Materielkommando – i daglig tale HMAK – var 1967-2006 en dansk kommandomyndighed direkte under Forsvarskommandoen med ansvar for at anskaffe og drive landmilitært materiel. HMAK havde hovedkontor i Hjørring og havde en generalmajor som chef.
Hærens Materielkommando oprettedes den 1. juli 1967 ved en sammenlægning af Hærens Tekniske Korps, der kunne føre sin historie tilbage til Christian IV's tøjhuskompleks, Ingeniørteknisk Tjeneste, Hærens Signaltekniske Tjeneste og Våbenarsenalet. Den 1. november 1968 fik HMAK hovedkvarter i Hjørring som led i den store udflytning af militæret fra hovedstaden.
Hærens Tekniske Korps havde indtil da haft til huse på Ny Tøjhus og Våbenarsenalet på Bådsmandsstrædes Kaserne og Artillerivejens Kaserne, alle i København.
HMAK ophørte med at eksistere med udgangen af 2006, idet hovedparten af opgaverne overføres til Forsvarets Materieltjeneste.
HMAK havde tre underordnede regimentslignende myndigheder med driftsopgaver:
- Hærens Parkområde, som drev hoveddepot og HMAK's etablissementer
- Hærens Hovedværksted, som efterså, reparerede og modificerede materiel samt
- Ammunitionsarsenalet, som producerede og nedbrød ammunition.

Centralledelsen var inddelt i tre divisioner; planlægningsdivisionen med ansvar for koordination, materieldivisionen med ansvar for anskaffelser og logistikdivionsen med ansvar for overordnet materieldrift.